# Danny Comden
Danny Comden (* 10. April 1969 in Beverly Hills, Kalifornien) ist ein US-amerikanischer Schauspieler und Regisseur.

## Leben
Nachdem er seinen Abschluss in Geschichte an der University of California in Los Angeles gemacht hatte, arbeitete er für die Fernsehwerbung und bekam kleine Rollen in TV-Produktionen wie z. B. Baywatch – Die Rettungsschwimmer von Malibu. Später spielte er auch in Kinofilmen wie Volcano und Düstere Legenden mit, allerdings auch nur in Nebenrollen. Frustriert darüber, entschied er sich seinen eigenen Film, Sol Goode, zu schreiben. Er steuerte nicht nur das Drehbuch zu diesem Film bei, sondern spielte auch eine der Hauptrollen und führte Regie.

## Filmografie
- 1994: Baywatch – Die Rettungsschwimmer von Malibu (Fernsehserie)
- 1996: Dunston – Allein im Hotel
- 1996: Dangerous Hell
- 1997: Volcano
- 1998: Düstere Legenden
- 2001: Sol Goode
- 2001: Fast Sofa
- 2002: Highway
- 2004: Breakin’ All the Rules
- 2004: I’m with Her (Sitcom)
- 2005: High School Confidential (Pretty Persuasion)
- 2006: The Danny Comden Project (Fernsehfilm)
- 2007: Live!
- 2007: The Call (Fernsehfilm)
- 2008: Pushing Daisies (Fernsehserie)
- 2010: Selfmade-Dad – Not macht erfinderisch (Father of Invention)
- 2012: Lady Friends (Fernsehfilm)
- 2015: Your Family or Mine (Fernsehserie)